# Poolman
Poolman és una pel·lícula de misteri còmic estatunidenca del 2023 dirigida, produïda, coescrita i protagonitzada per Chris Pine en el seu debut com a director. També és protagonitzada per Annette Bening, DeWanda Wise, Stephen Tobolowsky, Clancy Brown, John Ortiz, Ray Wise, Juliet Mills, Jennifer Jason Leigh i Danny DeVito. La pel·lícula segueix en Darren Barrenman (Pine), un optimista indestructible i nadiu de Los Angeles, que es passa els dies cuidant la piscina del bloc d'apartaments de Tahiti Tiki i lluitant per fer de la seva ciutat natal un lloc millor per viure. S'ha subtitulat al català.
La pel·lícula es va projectar per primer cop al Festival Internacional de Cinema de Toronto. Es va estrenar als cinemes dels Estats Units el 10 de maig de 2024.